# Lixophaga dubiosa
Lixophaga dubiosa là một loài ruồi trong họ Tachinidae.